# Life-Size
Life-Size (titulada Una auténtica muñeca en España y A tamaño natural en Hispanoamérica) es una película estadounidense producida en 2000 y protagonizada por Lindsay Lohan y Tyra Banks.

## Trama
Cuenta la historia de la muñeca de una niña que se convierte en una mujer de carne y hueso. Triste y sola tras la muerte de su madre, Casey (Lohan) haría lo que fuera con tal de volverla a ver. Pero cuando una serie de misteriosos percances hacen que su muñeca "Eve" (Banks) se convierta de pronto en una mujer real, el mundo de Casey cambia para siempre.

## Reparto
- Lindsay Lohan ... Casey Stewart
- David Collins ... Gordon Stewart
- Tyra Banks ... Eve
- Jere Burns ... Ben Stewart
- Anne Marie Loder ... Drew Mitchell
- Garwin Sanford ... Richie
- Tom Butler ... Phil
- Jillian Farey ... Ellen
- Dee Jay Jackson ... Entrenador
- Kerry Sandomirsky ... Ms. Weiner
- Sam MacMillan ... Sam
- Katelyn Wallace ... Sarah
- Shaina Tianne Unger ... Jessica
- Jessica Lee Owens ... Shannon
- Chantal Strand ... Hermana de Sarah
- Laurie Murdoch ... Mr. Boring
- Candice Connelly ... Mrs. Boring
- Lesley Ewen ... Francine